# Alexander Porter
Alexander Porter (Adelaida, 13 de maig de 1996) és un ciclista australià, que combina el ciclisme en pista amb la carretera.

## Palmarès en pista
- 2014
  -  Campió del món júnior en Persecució per equips (amb Sam Welsford, Daniel Fitter i Callum Scotson)
- 2015
  -  Campió d'Austràlia en Persecució per equips (amb Alexander Edmondson, Callum Scotson i Miles Scotson)
- 2016
  -  Campió del món en Persecució per equips (amb Miles Scotson, Michael Hepburn, Callum Scotson, Sam Welsford i Luke Davison)
  -  Campió d'Oceania en Persecució per equips (amb Kelland O'Brien, Callum Scotson i Sam Welsford)
  -  Campió d'Oceania en Scratch
  -  Campió d'Austràlia en Persecució per equips (amb Alexander Edmondson, Callum Scotson i Miles Scotson)
- 2017
  -  Campió del món en Persecució per equips (amb Cameron Meyer, Sam Welsford, Nick Yallouris, Kelland O'Brien i Rohan Wight)
  -  Campió d'Austràlia en Madison (amb Rohan Wight)

### Resultats a laCopa del Món
- 2014-2015
  - 1r a Guadalajara, en Persecució per equips
- 2015-2016
  - 1r a Hong Kong, en Persecució per equips

## Palmarès en ruta
- 2017
  -  Campió d'Austràlia sub-23 en critèrium